# Eurytenes orientalis
Eurytenes orientalis är en stekelart som beskrevs av Fischer 1966. Eurytenes orientalis ingår i släktet Eurytenes och familjen bracksteklar. Inga underarter finns listade i Catalogue of Life.